# Potetometer

Prinzipdarstellung eines Potetometers

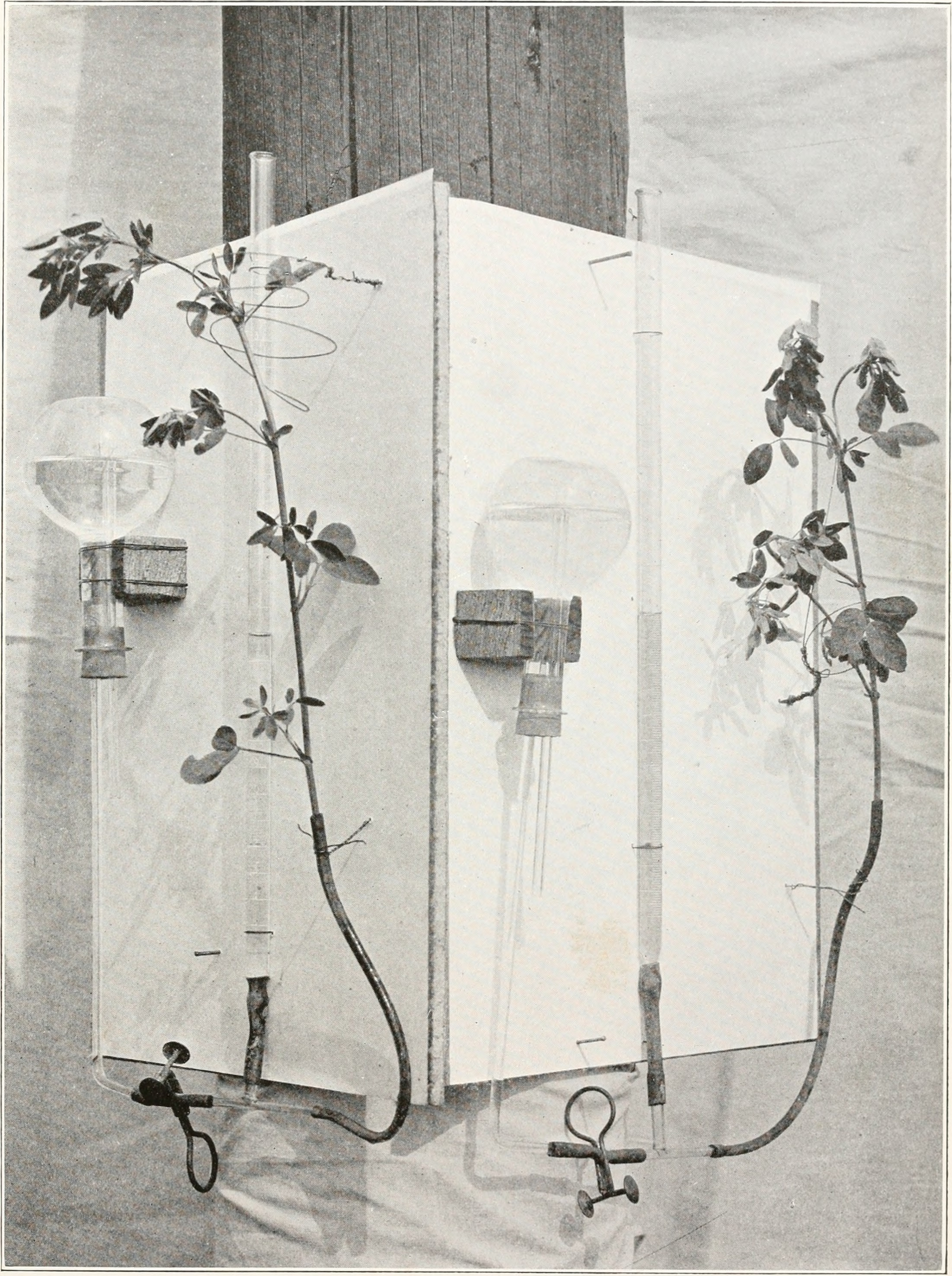
Historisches Foto

Ein Potetometer ist ein Gerät, mit dem man messen kann, wie viel Wasser ein Pflanzentrieb pro Zeitspanne verbraucht. Dafür wird ein nach außen abgeschlossenes, mit Wasser gefülltes System hergestellt, in das luftdicht der Pflanzenstängel gesteckt wird. Einziger Luftzugang ist ein dünnes, waagerechtes Glasröhrchen, durch den sich Luft hineinzieht als Ausgleich für den Wasserverbrauch der Pflanze. Am Stand des Wassers im Röhrchen kann man erkennen, wie viel Wasser verbraucht wurde. Das Gerät eignet sich zum Bestimmen der Transpiration von Pflanzensprossen, über einen kurzen Zeitraum von einigen Minuten bis Stunden, etwa bei unterschiedlichen Außenbedingungen.